# أوبامادون
الأوبامادون (الاسم العلمي:†Obamadon) هو جنس منقرض من الزواحف يتبع أصنوفة كثيرات الأسنان الإزميلية من أشباه السقنقوريات والوزغيات. وسمي على شرف الرئيس الأمريكي السابق باراك أوباما.